# Мутаз Еса Баршим
Мутаз Еса Баршим (арап. معتز عيسى برشم; Доха, 24. јун 1991.) је катарски атлетичар који се такмичи у скоку у вис. Баршим је актуелни олимпијски шампион (2020) и светски шампион (2023). На светској ранг листи најбољих скакача увис свих времена налази се на другом месту са прескоченом висином од 2,43 метра. Освојио је злато на Светским првенствима 2017. у Лондону и 2019. у Дохи. На Олимпијским играма, Баршим је освојио сребру у Лондону 2012. и Рију 2016., бронзу у Паризу 2024. и злато у Токију 2020. 2021. године, његова бронза на Летњим олимпијским играма у Лондону 2012. промовисана је у сребро због дисквалификације првобитног освајача златне медаље.

## Биографија

### Одрастање
Баршим је рођен у Дохи у породици суданских миграната. Има петоро браће и једну сестру. Његов отац је такође био атлетичар, због чега су се скоро сва његова деца почела бавити овим спортом, осим Мешала Баршама који је касније постао фудбалски голман. Мутаз Еса је прво тренирао за спринт и скок у даљ.  Похађао је арапску школу у Дохи, где је научио да говори енглески. Са 15 година почео је да тренира скок у вис. 2009. године је његов лични рекорд био 2,14 м.

### Рана каријера
У септембру 2009. упознао је свог новог (и садашњег) тренера Станислава Шчирба који је почео да га тренира у Дохи. Током летње сезоне у Европи боравили су у Шчирбином дому у Варшави у Пољској, а тренирали су и у Шведској.
Баршим је имао прве међународне успехе 2010. Почетком фебруара у Гетеборгу поставио је дворански катарски рекорд скоком од 2,25 м, а затим је узео златну медаљу на Азијском првенству у атлетици у дворани 2010, победивши са резултатом 2,20 м. На Светском првенству у дворани 2010. у Дохи прескочио је 2,23 м и завршио на четрнаестом месту у квалификационој рунди. На јуниорском првенству Азије у атлетици 2010. скочио је 2.31 м што је био и најбољи јуниорски скок на свету од када је Хуанг Хаикианг прескочио 2,32 м у 2006. Победио је на Светском јуниорском првенству у атлетици 2010. у Монктону са висином од 2,30 м.

### Међународни успеси
Баршим је освојио злато на Првенству Азије у атлетици у Кобеу након што је прескочио 2,35 м. Дебитовао је на глобалној сениорској сцени на Светском првенству у атлетици у Даегуу 2011. и стигао до финала, промашивши медаљу и заузевши седмо место у укупном поретку.
На Азијском првенству у дворани 2012, одржаном у Хангџоуу, Кина, 19. фебруара 2012, Баршим је освојио златну медаљу са новим личним и националним рекордом од 2,37 м.

На Олимпијским играма 2012, одржаним у Лондону, Баршим је освојио бронзану медаљу скоком од 2,29, поделивши треће место са Дереком Друином из Канаде и Робертом Грабарзом из Велике Британије. Победнику такмичења Ивану Ухову 2019. године Суд за спортску арбитражу одузео је златну медаљу због наводног допинговања, па је 2021. Баршим, заједно са Друином и Грабарзом, промовисан је у делиоце сребрне медаље у скоку увис.
На Прифонтејн класик митингу Дијамантске лиге у Јуџину (1. јуна 2013.), Баршим је постао 8. човек у историји који је прескочио 2,40 м на отвореном, а први од 2000. године.
Његов највећи успех у 2013. години била је сребрна медаља на Светском првенству у Москви.

### 2014
Баршим је на Светском првенству у дворани 2014. у Сопоту прескочио нови азијски рекорд у дворани од 2,38 м, којим је освојио златну медаљу, док је Ухов узео сребро са истом висином, али већим бројем покушаја.
На митингу Дијамантске лиге 5. јуна 2014. у Риму је прескочио 2,41 м. Недељу и по дана касније, на митингу у Њујорку, Баршим и Богдан Бондаренко су се борили за победу. У свом првом покушају на 2,42 м, Баршим је поправио свој лични рекорд и азијски континентални рекорд, изједначивши други најбољи скок у историји. Неколико тренутака касније Бондаренко је изједначио Баршимов скок, такође у првом покушају. Својевремено су Ухов и Карло Тренхард (1988) такође прескочили 2,42 м у контролисаним условима, тј. у затвореном простору (у дворани). Бондаренкови и Баршимови скокови најбољи су на свету откако је Хавијер Сотомајор са Кубе прескочио 2,42 м у Севиљи 5. јуна 1994. године. Само је Сотомајор у четири наврата скочио више од ове двојице. Њих двојица су покушали да прескоче више на последњем митингу Дијамантске лиге у сезони 2014. у Бриселу. Баршим је победио на такмичењу са прескочених 2,43 м што му је дало статус другог најбољег скакача увис свих времена. Више је скочио само Сотомајор са два рекордна скока од 2,44 и 2,45.

### 2016
Баршим је на Олимпијским играма у Рију освојио сребрну медаљу у скоку у вис.

### 2017
Баршим је освојио златну медаљу на Светском првенству у Лондону.

### 2018
Био је други на Светском првенству у дворани у Бирмингему. 

### 2019
У октобру је Баршим постао први човек који је одбранио титулу Светског првака у скоку у вис када је победио у свом родном граду Дохи са висином од 2,37 метара.

### 2021
Баршим је освојио златну олимпијску медаљу на Летњим олимпијским играма 2020., прву златну медаљу за Катар у атлетици (и другу у било ком спорту, после дизача тегова Фареса Ел-Баха, који је само дан раније освојио злато у категорији до 96 кг). Баршим је златну медаљу поделио са Италијаном Ђанмарком Тамберијем, зато што су обадвојица у свом првом покушају прескочили висину од 2,37 м, а потом нису успели да савладају 2,39 м. И Тамбери и Баршим су се сложили да деле златну медаљу у ретком случају у олимпијској историји када су се спортисти различитих нација сложили да деле исту медаљу. После неуспешних скокова Баршим је питао судију "Можемо ли добити два злата?" а када је добио потврдан одговор, загрљен са Тамберијем викао је "Историја, пријатељу".

## Међународна такмичења
| Година | Такмичење                    | Место                            | Позиција | Дисциплина | Резултат | Белешка |
| ------ | ---------------------------- | -------------------------------- | -------- | ---------- | -------- | ------- |
| 2010.  | Првенство Азије у дворани    | Техеран, Иран                    | 1.       | Скок увис  | 2,20 м   |         |
| 2010.  | Светско првенство у дворани  | Доха, Катар                      | 14,      | Скок увис  | 2,23 м   |         |
| 2010.  | Првенство Азије за јуниоре   | Ханој, Вијетнам                  | 1.       | Скок увис  | 2,31 м   | НР      |
| 2010.  | Светско првенство за јуниоре | Монктон, Канада                  | 1.       | Скок увис  | 2,30 м   |         |
| 2010.  | Првенство Западне Азије      | Алеп, Сирија                     | 2.       | Скок увис  | 2,21 м   |         |
| 2010.  | Азијске игре                 | Гуангџоу, Кина                   | 1.       | Скок увис  | 2,27 м   |         |
| 2011.  | Азијско првенство            | Кобе, Јапан                      | 1.       | Скок увис  | 2,35 м   | НР      |
| 2011.  | Светско првенство            | Даегу, Јужна Кореја              | 7.       | Скок увис  | 2,32 м   |         |
| 2012.  | Првенство Азије у дворани    | Хангџу, Кина                     | 1.       | Скок увис  | 2,37 м   | АЗР, НР |
| 2012.  | Светско првенство у дворани  | Истанбул, Турска                 | 9.       | Скок увис  | 2,28 м   |         |
| 2012.  | Олимпијске игре              | Лондон, Уједињено Краљевство     | 2.       | Скок увис  | 2,29 м   |         |
| 2012.  | Првенство Западне Азије      | Дубаи, Уједињени Арапски Емирати | 1.       | Скок увис  | 2,32 м   |         |
| 2013.  | Светско првенство            | Москва, Русија                   | 2.       | Скок увис  | 2,38 м   | АЗР, НР |
| 2014.  | Првенство Азије у дворани    | Хангџу, Кина                     | 1.       | Скок увис  | 2,36 м   |         |
| 2014.  | Светско првенство у дворани  | Сопот, Пољска                    | 1.       | Скок увис  | 2,38 м   |         |
| 2014.  | Азијске игре                 | Инчеон, Јужна Кореја             | 1.       | Скок увис  | 2,35 м   |         |
| 2015.  | Азијско првенство            | Вухан, Кина                      | 3.       | Скок увис  | 2,20 м   |         |
| 2015.  | Светско првенство            | Пекинг, Кина                     | 4.       | Скок увис  | 2,33 м   |         |
| 2016.  | Првенство Азије у дворани    | Доха, Катар                      | 1.       | Скок увис  | 2,35 м   |         |
| 2016.  | Светско првенство у дворани  | Портланд, САД                    | 4.       | Скок увис  | 2,29 м   |         |
| 2016.  | Олимпијске игре              | Рио де Жанеиро, Бразил           | 2.       | Скок увис  | 2,36 м   |         |
| 2017.  | Светско првенство            | Лондон, Уједињено Краљевство     | 1.       | Скок увис  | 2,35 м   |         |
| 2018.  | Првенство Азије у дворани    | Техеран, Иран                    | 1.       | Скок увис  | 2,38 м   |         |
| 2018.  | Светско првенство у дворани  | Бирмингем, Уједињено Краљевство  | 2.       | Скок увис  | 2,33 м   |         |
| 2019.  | Светско првенство            | Доха, Катар                      | 1.       | Скок увис  | 2,37 м   |         |
| 2021.  | Олимпијске игре              | Токио, Јапан                     | 1.       | Скок увис  | 2,37 м   |         |
| 2022.  | Светско првенство            | Јуџин, САД                       | 1.       | Скок увис  | 2,37 м   |         |
| 2023.  | Првенство Западне Азије      | Доха, Катар                      | 1.       | Скок увис  | 2,20 м   |         |
| 2023.  | Светско првенство            | Будимпешта, Мађарска             | 3.       | Скок увис  | 2,33 м   |         |
| 2023.  | Азијске игре                 | Хангџу, Кина                     | 1.       | Скок увис  | 2,35 м   |         |
| 2021.  | Олимпијске игре              | Париз, Француска                 | 3.       | Скок увис  | 2,34 м   |         |